# Janina Januszewska-Skreiberg
Janina Krystyna Januszewska-Skreiberg (ur. 6 lutego 1939 w Warszawie, zm. 4 marca 2025 w Oslo) – polska publicystka, dziennikarka, pisarka, popularyzatorka kultury i sztuki polskiej w Norwegii i norweskiej w Polsce. Współorganizatorka kwest na odbudowę zamku królewskiego w Warszawie oraz rewaloryzację miasta Krakowa. Ponad pięćdziesiąt lat mieszkała w Norwegii. Studiowała język norweski na Uniwersytecie w Oslo.

## Życiorys
7 lipca 1968 ksiądz Jan Twardowski udzielił ślubu Janinie Januszewskiej z inż. Nilsem Skreibergiem (1930–2025) w kościele sióstr Wizytek w Warszawie.

Nasz los jakoś nas związał przez ślub. Przekazałem Ci Boże błogosławieństwo. Pozostało powinowactwo duchowe.

Siostrze Janinie Januszewskiej-Skeiberg: 
Siostro Janino Kochana
z Oslo
jakie Ciebie licho
tak daleko zaniosło
Jedno serce norweskie
ma Ciebie stale - drugie polskie
wzdycha do Ciebie 
w Warszawie

brat porzucony
Wraz z mężem prowadziła dom otwarty dla ludzi polskiej kultury. Bywali u nich, między innymi: Czesław Miłosz, Witold Lutosławski, Andrzej Wajda, Krzysztof Zanussi.

## Publikacje
Od 1970 roku zaczęła pisać dla prasy polskiej („Stolica”, „Jazz”, „Przegląd kulturalny”, „Życie”, „Film”, „Kino”, „Polityka”, „Królowa Apostołów”, „Art. & Business”, „Twórczość”, „FOYER”, „Gazeta Wyborcza”, „Twój Styl”, „Polish Culture”, „The Warsaw Voice” (Warszawa), „Ekran” i „Panorama Śląska” (Katowice), „Akcent” (Lublin), „Odra” (Wrocław), „Dziennik Polski”, „Tygodnik Powszechny”, „Przekrój”, i „Architektura & Business” (Kraków), „TOPOS” (Sopot), „Kultura” (Paryż), i „Kronika”, „FORUM polskie”, „Relacje” (Sztokholm), „Dziennik Polski i Dziennik Żołnierza” i „Dragoni Naprzód” (Londyn), „Nowy Dziennik. Przegląd tygodniowy” (Nowy York). Od 1973 roku zaczęły ukazywać się publikacje dla prasy norweskiej, m.in. „Aftenposten”, „Dagbladet”, „Dagsavisen”, „Kinoposten”, („Arbeiderbladet”), „Nationen”, „Ergo”, „VG”, „Film & Kino”.
Autorka książek Od Ibsena do Twardowskiego (2001), Med hjertet i to land (2007, powiększona, poprawiona i uzupełniona) oraz Sercem w dwóch krajach. Norwesko-polskie pejzaże kulturalne (2011), poruszających tematykę stosunków kulturalnych pomiędzy Polską a Norwegią. Książki pisała, korzystając z własnego archiwum, do którego przez 40 lat zbierała materiały.

## Nagrody i odznaczenia
W uznaniu zasług, propagowaniu sztuki i kultury polskiej oraz w dziedzinie pielęgnowania pamięci o poległych rodakach autorce przyznano wiele nagród i odznaczeń, m.in.: odznakę „Zasłużony dla Kultury Polskiej” (1974), Złoty Medal „Opiekun Miejsc Pamięci Narodowej” (1990), Srebrny Medal „Zasłużony Kulturze Gloria Artis” (2006) oraz „Wybitny Polak” w Norwegii (2012). W 2022 została odznaczona Złotym Krzyżem Zasługi.